# Oskar Boesen
Oskar Adam Rudkjøbing Boesen (Valencia, 5 maggio 2005) è un calciatore danese, centrocampista del Silkeborg.

## Carriera

### Club
Ha iniziato a giocare a calcio nel settore giovanile del Valencia per poi trasferirsi in Danimarca dove ha proseguito nelle giovanili di Hvidovre e Silkeborg; ha debuttato in prima squadra il 6 aprile 2023 con quest'ultimo club, nell'incontro di Coppa di Danimarca vinto 3-2 contro il SønderjyskE ed il 14 agosto ha firmato il suo primo contratto professionistico. Ha segnato il suo primo gol la stagione successiva, sempre in coppa nazionale (competizione che poi ha vinto), contro il Hvidovre. Nella stagione 2024-2025 ha inoltre anche esordito nelle competizioni UEFA per club, giocando una partita nei turni preliminari di Conference League.

### Nazionale
Ha giocato con le nazionali giovanili danesi Under-18 ed Under-19.

## Statistiche

### Presenze e reti nei club
Statistiche aggiornate al 14 maggio 2025.
| Stagione        | Squadra         | Campionato      | Campionato | Campionato | Coppe nazionali | Coppe nazionali | Coppe nazionali | Coppe continentali | Coppe continentali | Coppe continentali | Altre coppe | Altre coppe | Altre coppe | Totale | Totale |
| Stagione        | Squadra         | Comp            | Pres       | Reti       | Comp            | Pres            | Reti            | Comp               | Pres               | Reti               | Comp        | Pres        | Reti        | Pres   | Reti   |
| --------------- | --------------- | --------------- | ---------- | ---------- | --------------- | --------------- | --------------- | ------------------ | ------------------ | ------------------ | ----------- | ----------- | ----------- | ------ | ------ |
| 2022-2023       | Silkeborg       | SL              | 3          | 0          | CD              | 1               | 0               | -                  | -                  | -                  | -           | -           | -           | 4      | 0      |
| 2023-2024       | Silkeborg       | SL              | 7          | 0          | CD              | 4               | 1               | -                  | -                  | -                  | -           | -           | -           | 11     | 1      |
| 2024-2025       | Silkeborg       | SL              | 15         | 0          | CD              | 3               | 0               | UEL+UECL           | 0+1                | 0                  | -           | -           | -           | 19     | 0      |
| Totale carriera | Totale carriera | Totale carriera | 25         | 0          |                 | 8               | 1               |                    | 1                  | 0                  |             | -           | -           | 34     | 1      |

## Palmarès

### Club

#### Competizioni nazionali
- Coppa di Danimarca: 1

Silkeborg: 2023-2024